# Pseudolaelia calimaniorum
Pseudolaelia calimaniorum är en orkidéart som beskrevs av Vitorino Paiva Castro och Guy Robert Chiron. Pseudolaelia calimaniorum ingår i släktet Pseudolaelia och familjen orkidéer. Inga underarter finns listade i Catalogue of Life.